# Герб на Румъния
Гербът на Румъния е приет на 10 септември 1992 г. от румънския парламент като официален символ на страната.

В центъра на герба е поставен златен римски орел. Същият орел е изобразен и на гербовете на окръг Арджеш и градовете Питещ и Куртя де Арджеш. Орелът символизира династията на Басарабите, които допринасят много за просъществуването на Влашко. Също така символизира римските корени на румънците, храброст, решителност, стремеж към по-високи върхове, сила. Оцветеният в лазурно (синьо) щит символизира небето. Орелът държи в нокти символите на властта – меч и жезъл. Мечът е препратка към молдовския владетел Щефан чел Маре (Стефан Велики, 1456 – 1504), познат още под името „Рицар на Христа“.samo botev Жезълът припомня за Михай Витязул (Михай Храбри, 1593 – 1601), който първи е обединил румънските земи. 
 През април 2016, депутатите от правната комисия одобриха законопроект, според който се връща на короната върху главата на орела. Срокът за заменяне на старите версии на герба с нови е до 31 декември 2018 (за отбелязване на стогодишнината от присъединяването на Трансилвания към Румъния на 1 декември 1918). Законопроектът е подписан от президента Клаус Йоханис на 11 юли 2016 г.
На гърдите на орела има по-малък щит разделен на пет основни части, в които са поместени гербовете на румънските исторически области:
- Герб на Влашко: орел в профил, държащ в клюна си православен кръст, вдясно от него – слънце, вляво – пълна луна. Първата версия на този герб е от документ от 20 януари 1368 г., издаден от влашкия владетел Владислав I.
- Герб на Молдова: глава на тур, звезда, пълна луна и роза. Документиран за първи път на 30 март 1392 г. на хрисовул, издаден от владетеля Роман I.
- Герб на Трансилвания: щит, разделен на две полета – в горната половина – орел с разперени за полет криле, а в долното поле – 7 кули на крепост, напомнящи за старото име (за първи път документирано през 1296 г.) на Трансилвания „Седмоградско“ (на немски: Siebenbürgen). Гербът на Трансилвания за първи път се появява на документ през 16 век.
- Герб на Банат: Областта не е имала герб. Такъв е създаден на 23 юни 1921 г. Решено е това да е златен въоръжен със сабя лъв върху златен мост с две арки (символизира моста над Дунав на римския император Траян)
- Герб на Добруджа: Областта не е имала герб. Решено е това да са два златни делфина на лазурен фон.

## История
Гербът на Румъния се появява през 1859 година, когато Александру Йоан Куза обединява двете васални княжества Молдова и Влашко. Тогава хералдическите символи на двете княжества са обединени в един герб – златния орел и златната глава на тур.
До 1866 година се появяват няколко варианта на герба, но след избирането през същата година за княз на Румъния Карол I щитът е разделен на 4 части:
- В първата и четвъртата половина е изобразен влашкия орел
- Във втората и третата – молдовския тур.
- По средата на щита е изобразен герба на управляващата династия на Хоенцолерн-Зигмаринген.

След Руско-турската война от 1878 година на четвъртата половина е добавен символът на Добруджа – два златни делфина, а на третата – символът на Олтения – златен лъв. Над щита е поставена корона, която силволизира независимостта и суверенитета на Румъния. Гербът е променен още веднъж през 1922 година, когато към Румъния е присъединена Трансилвания и Банат. Тогава гербът на Трансилвания е поставен на четвъртата половина, а на третата – обединеният герб на Банат и Олтения (мост и златен лъв). Гербът на Добруджа е пренесен долу в основата на щита. Целият съставен герб е поставен върху гърдите на златен орел, който симвлизира римския произход на румънския народ. Гербът на Кралство Румъния е имал три версии: малка, средна (с девиз и щитодръжци) и голяма (с мантия).
- Герб от Александру Йоан Куза
- Герб при Карол I
- Герб след Руско-турската война
- Голяма форма на герба след 1922
- Средна форма на герба след 1922
- Малка форма на герба след 1922

През 1948 година на власт идва комунистическата партия и гербът на Румъния е сменен със социалистическа емблема по подобие на другите страни от социалистическия лагер. В началото представлява пейзаж с комбайна и изгряващо слънце, но по-късно се променя и се поставя гора, а изгряващото слънце се премества между планински върхове, обкръжени с житни класове и превързани с национална трикольорна лента. По-късно най-отгоре на емблемата е добавена червена петолъчка.
- Герб на Народна република Румъния 1948
- Герб на Народна република Румъния 1948 – 1952
- Герб на Народна република Румъния 1952 – 1965
- Герб на Социалистическа република Румъния 1965 – 1989

След 1990 г., след падането на режима на Чаушеску, започва обсъждането на нов герб. Дотогавашният герб е характерен за социалистическа Румъния и има комунистически мотиви като житни снопове и червена петолъчка. През революцията от 1989 г., хората изрязват социалистическия герб и развяват знамена с дупки в средата, което става символ на революцията.